# ウィリアム・セシル (初代バーリー男爵)
初代バーリー男爵ウィリアム・セシル（英: William Cecil, 1st Baron of Burghley, KG, PC、1520年9月13日 - 1598年8月4日）は、イングランドの政治家、廷臣、貴族。
テューダー朝最後の女王エリザベス1世の即位から晩年に至るまでの重臣。40年にもわたって彼女を補佐し、エリザベス朝のイングランドの国政を主導した。国王秘書長官（在職：1550年 - 1553年、1558年 - 1572年）や大蔵卿（在職：1572年 - 1598年）などを歴任。
エリザベス朝後期からステュアート朝初期に国王秘書長官を務めた初代ソールズベリー伯爵ロバート・セシルは次男である。またヴィクトリア朝後期に3度にわたってイギリス首相を務めた第3代ソールズベリー侯爵ロバート・ガスコイン＝セシルは10代後の子孫である。エクセター侯爵家とソールズベリー侯爵家の共通の先祖にあたる。

## 概要
1520年にジェントリの息子として生まれる。ケンブリッジ大学セント・ジョン・カレッジやロンドンのグレイ法曹院で学ぶ（→生い立ち）。
1547年に庶民院議員に選出されて政界入りする。ヘンリー8世の国王秘書長官トマス・クロムウェルに抜擢されて宮廷に仕えるようになり、エドワード6世の摂政初代サマセット公エドワード・シーモアや初代ノーサンバランド公ジョン・ダドリーからも信任されて地位を維持し、1550年には国王秘書長官に任じられた。続くカトリックのメアリー1世の下では官職に就くのは避けた（→政界入り）。
1558年にプロテスタントのエリザベス1世が即位すると再び国王秘書長官に任じられた（→エリザベス女王の秘書長官に就任）。就任早々国王至上法と礼拝統一法の議会通過に主導的役割を果たした（→国教会関連法案の議会通過をめぐって）。
一方でこのころ問題になっていた人口増加による社会不安にも対処、職人法や救貧法制定による失業対策と貧民保護を図った。銀貨の貨幣改鋳で貨幣の価値回復を図り、様々な産業奨励も手掛けた（→社会・経済問題の取り組み）。
1559年から1560年にかけて女王にスコットランド出兵を行わせ、1560年のエディンバラ条約によってスコットランドからフランス軍を撤収させるとともにスコットランドの国教をカトリックからプロテスタントに変えさせることに成功した。1561年には後見裁判所長官となり、人事権を掌握した（→スコットランド出兵）。
反セシル派・反エリザベス派によって企てられた1568年の第4代ノーフォーク公トマス・ハワードとメアリーの結婚計画や1569年の北部諸侯の乱が鎮圧されたことでセシルの権勢は強まった（→北部諸侯の乱をめぐって）。
1570年にはエリザベスがローマ教皇から破門されたため、カトリックによる反エリザベス陰謀が増え、1571年にはフランシス・ウォルシンガムによってリドルフィ陰謀事件が摘発された。この事件を理由にセシルとウォルシンガムは女王にノーフォーク公を処刑させた（→リドルフィ陰謀事件の摘発）。
1571年にバーリー男爵に叙され、貴族院議員となった。対スペイン外交では主戦派のウォルシンガムや初代レスター伯ロバート・ダドリーに対して彼は平和派としてスペインとの開戦に反対した。女王も1585年まではセシルの助言を容れてスペインとの開戦を避けた（→バーリー男爵に叙せられる）。
1572年に病のために国王秘書長官を辞し、大蔵卿に転任。倹約に励んで王庫の財政改善を目指した（→大蔵卿として）。
1590年に国王秘書長官ウォルシンガムが死去すると次男ロバートをその後任にしようとしたが、女王が反対したため彼自身が国王秘書長官の職務を代行した。ロバートとともに政務を執り、やがて国務のすべてはセシル親子が牛耳っていると評されるようになった。またこのころから女王の寵臣の第2代エセックス伯ロバート・デヴァルーと対立を深めた。1596年には次男ロバートを国王秘書長官に就任させることに成功したが、1598年に死去した（→晩年）。
実務能力の高い人物だった。熱心なプロテスタントであったが、反カトリック一辺倒ではなく宗教的柔軟性を持っており、それがエリザベスとの共通点であった（→人物）
1541年にメアリー・チークと最初の結婚をし、彼女との間にエクセタ―伯爵・侯爵家の祖となる長男トマスを儲けた。1546年にミルドレッド・クックと再婚し、彼女との間にソールズベリー伯爵・侯爵家の祖となる次男ロバートと第17代オックスフォード伯爵エドワード・ド・ヴィアーの妻となる次女アンを儲けた（→家族）。

## 生涯

### 生い立ち
1520年9月18日、リチャード・セシルとその妻ジェーン（旧姓ヘッキントン）の長男としてリンカンシャー・バーンにある母方の実家で生まれる。ヨーマンだった祖父デヴィッド・セシルは1485年のボズワースの戦いでテューダー朝の始祖ヘンリー7世に味方、これが縁となりリンカンシャーに居住しヘンリー7世に仕えた。父リチャードは富裕なジェントリであり、また王室に衣装担当の宮内官として仕える人物だった。
リンカンシャー・スタンフォードで育ち、地元の学校で学んだ後、14歳の時の1535年にケンブリッジ大学セント・ジョン・カレッジに入学した。ケンブリッジ在学中にエドワード王子（後のエドワード6世）の家庭教師ジョン・チークの教えを受け、彼の妹メアリー・チークと結婚したが、彼女は長男トマス（後の初代エクセター伯爵）を産んだ2年後に死去している。またマシュー・パーカー、ニコラス・ベーコンなど大学で知り合った人々は後にセシルに協力して政治・宗教問題に当たり、セシルも終生彼等と緊密な関係を保った。大学に対する思い入れも深く、1559年から1598年の死去までケンブリッジ大学学長を務めた。
1541年に学位を得ないままケンブリッジ大学を退学し、ロンドンのグレイ法曹院に入学した。1546年にはチークと同じエドワード王子の家庭教師サー・アンソニー・クックの娘ミルドレッドと再婚し、彼女との間に次男ロバート（後の初代ソールズベリー伯爵）と娘2人を儲けた。

### 政界入り
1547年にスタンフォード選挙区から庶民院議員選挙に出馬して当選し、政界入りを果たした（1552年までこの選挙区の庶民院議員を務めた後、1555年、1559年、1562年にはリンカンシャー選挙区から選出され、さらに1562年から1567年にかけてはノーザンプトンシャー選挙区から選出されている）。
宮廷内においてもヘンリー8世（在位：1509年 - 1547年）の時代に国王秘書長官トマス・クロムウェルの目にとまって秘書官に抜擢された。続く幼王エドワード6世（在位：1547年 - 1553年）の時代にも護国卿の初代サマセット公エドワード・シーモアに目をかけられ、秘書官を務めるが、1549年のサマセット公の失脚に巻き込まれて一時ロンドン塔に幽閉された。
しかしサマセット公に代わって権力を握った初代ノーサンバランド公ジョン・ダドリーからも実務能力を高く評価されていたため、1550年1月に釈放され、再び秘書官となった。1550年9月には国王秘書長官に任命された。同時に枢密顧問官（PC）にも列する。1551年10月にはナイトに叙せられた。また1550年からエリザベス王女（後の女王エリザベス1世）の領地調査管理官となり、これがきっかけでエリザベスからも実務能力を高く評価されるようになった。
1553年のエドワード6世の崩御後、ノーサンバランド公がメアリー王女（後のメアリー1世）を無視してジェーン・グレイを女王に擁立しようとした。セシルは不本意ながらノーサンバランド公の計画に同意した。しかしメアリー王女の蜂起を知るとノーサンバランド公を見捨てメアリーのもとにはせ参じている。メアリー女王の即位後、セシルは国王秘書長官を辞することになったが、メアリー女王自身はセシルの能力を高く買っており、彼に官職を与えたがっていた。セシル自身が宗教の違い（メアリー女王は強硬なカトリック）を理由に拝辞したという。しかしブリュッセルで枢機卿レジナルド・ポールを出迎える外交任務は引き受けている。また1555年にはリンカンシャーの治安判事にも就任している。

### エリザベス女王の秘書長官に就任

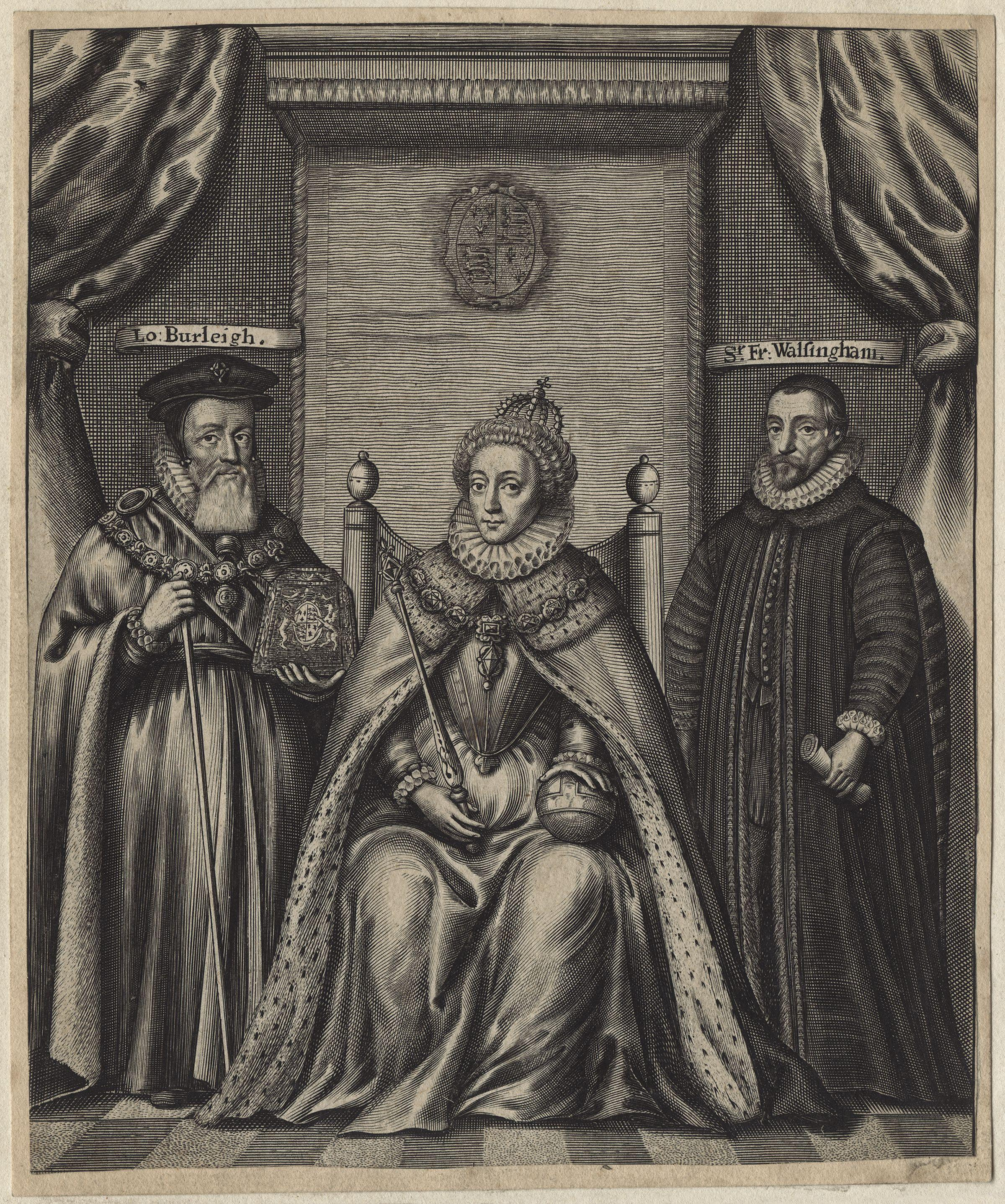
左からセシル、エリザベス女王、ウォルシンガム（ウィリアム・フェイソーン画）

1558年11月にメアリー女王が崩御し、エリザベス1世が即位した。即位後、エリザベス女王はただちにセシルを国王秘書長官に任じた。この際にエリザベスは、セシルに以下のような勅語を与えたという。

### 国教会関連法案の議会通過をめぐって
1559年1月にエリザベス女王即位後の最初の議会が招集され、エリザベスとセシルはイングランド国教会のプロテスタント化を推進する「国王至上法」と「礼拝統一法」を議会に提出した。
同法案は庶民院を通過したものの、貴族院でカトリック聖職者の反発を受けて否決された。女王とセシルは法案を軟化させる修正を行い、1559年の復活祭後に召集された議会に法案を再提出した。「国王至上法」ではヘンリー8世時代の「国王至上法」の「首長」という表現を「統治者」に代えることで君主が教会について万能ではないことを暗示し、カトリック聖職者に受け入れやすくしていた。また「礼拝統一法」では使用を義務付ける国教会共通祈祷書についてプロテスタント的な1552年版の物をより曖昧にして、広範な信徒に受け入れやすくしていた。こうした処置により「国王至上法」は大きな反発なく可決され、「礼拝統一法」もわずか3票差ながら、なんとか貴族院を通過させることができた（ただこの際に2人のカトリック司教を逮捕して投票に参加させないという強引な手段も使っている）。

### 社会・経済問題の取り組み
ヘンリー8世が実行した金貨・銀貨の貨幣改鋳は貨幣価値を下げる悪鋳のため物価騰貴を招き、国民生活に深刻な影響を与えた。貨幣の信用が低くなったため外国取引でも使用が拒否された経済危機の最中、1560年ごろに友人のトーマス・グレシャムの要請を受け入れて銀貨の質を良質な物に戻す改鋳を進め、1562年までに銀貨改鋳を完了して貨幣価値を回復させた（金貨は既に良貨に改鋳されていた）。様々な産業奨励も手掛け、漁業奨励や火薬自給を図り、銅の採掘、造船に対する補助金支給、港湾整備、外国人技術者の移住奨励などを行った。1571年には利子を10%まで合法化する法も成立させている。
16世紀はイングランドの人口が2倍に膨れ上がるほどの人口急増で社会不安も増大、貧富の差が拡大し食糧が急騰、難民が生み出された。囲い込みがそれに拍車をかけ、難民の反乱の可能性が警戒される中、セシルは社会・経済問題に取り掛かった。実際はニコラス・ベーコンなど盟友や多くの専門家に問題を検討させその協議に委ねたためセシル自身の活動ははっきりしないが、彼の主導で法案にまとめられ、1563年に議会へ提出され修正と付加が重ねられた末、職人法（職人規制法、徒弟法とも）が成立した。12歳から60歳までの男子の雇用と7年間の年季奉公を義務付け、賃金と地域ごとの労働時間を地方の治安判事に委ね、奉公人の理由の無い解雇・辞職を認めないこの法は自由経済を抑制したが、失業者を強制的に就職、特に農業へ従事させることで生産を高めると共に社会安定にも繋がり、以後200年に渡ってイングランドの産業の重要部分を規制し続けることになる。
また、貧民保護として既に地方で実施されていた対策を調査・検討し、全国に拡大する方針を取り、徒弟法の時と同じくベーコンら専門家集団と議会と検討を重ね、1576年の救貧法成立にこぎつけた。税金で失業者の仕事場を提供、老人・病人のための施設も用意することを定めた救貧法はセシルが亡くなる年の1598年に修正・拡大され、1601年の改正を経てその後のイングランドの福祉政策の基本となった。

### スコットランド出兵
セシルは1559年よりスコットランド情勢に注目しており、スコットランド摂政メアリ・オブ・ギーズに対するスコットランド国民の反乱を煽る工作活動に努めてきた。
セシルの強い進言を受けたエリザベスは1559年末から1560年にかけてスコットランドの反乱を支援する出兵を行った。途中撤兵を考えたエリザベスをセシルは辞職をちらつかせてでも翻意させて出兵を強行させた。その結果、エディンバラ・リース要塞のフランス軍を大敗させることに成功した。1560年6月にはセシル自らエディンバラへ向かい、和平交渉に当たり、エディンバラ条約を締結した。これによりフランス軍のスコットランドからの撤兵、リース要塞の解放、スコットランド女王メアリーがイングランド女王を名乗らないことなどが取り決められた。さらに8月にはスコットランド議会が国教をカトリックからプロテスタントに変える決議を出した。

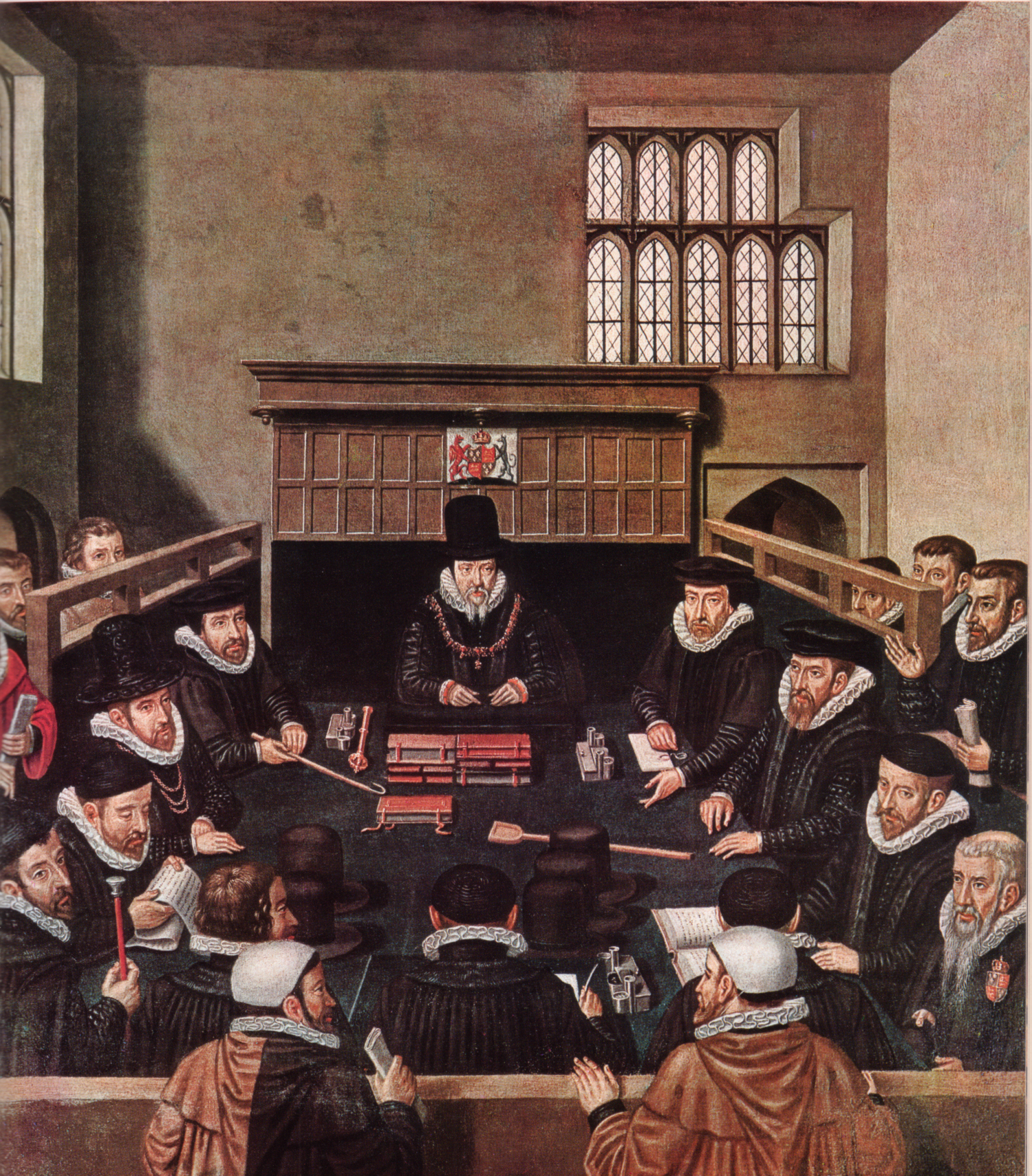
後見裁判所を描いた絵画。中央が長官ウィリアム・セシル。

1561年には後見裁判所長官を兼務し、死去まで同職に在職し続けた。これは人事権を掌握する重要なポストであり、当時の最高ポストであった大蔵卿の前階梯の地位と看做されていた。
女王の寵臣ロバート・ダドリー（1564年にレスター伯に叙される）の推進で1562年からその翌年にかけて実施されたユグノー援助のフランス出兵には強く反対した。結局この出兵は失敗したため、セシルのレスター伯に対する優位が確立された。しかしレスター伯はその後も女王の寵愛を受け続けたため、宮廷内でセシルと権勢を二分する派閥の領袖であり続けた。

### 北部諸侯の乱をめぐって
1568年12月、ネーデルラントで反乱鎮圧に当たるアルバ公への軍資金を乗せたスペイン船が悪天候とユグノー派海賊の追跡から逃れるためにイングランド南岸に寄港する事件があったが、これを知ったセシルは女王に進言してこの船に積んである軍資金を全て没収させた。これに対抗してアルバ公がネーデルラントにいるイングランド人を逮捕してその財産を没収すると、エリザベスもこれに対抗してスペイン人とフランドル人の財産を没収した。この一連の騒ぎでイングランドとスペインの関係は決定的に悪化したため、イングランド国内でもセシル批判が高まった。
反セシルの機運が高まる中、1569年にはセシル排除の計画が、イングランド亡命中のスコットランド前女王メアリーとノーフォーク公トマス・ハワードの結婚計画と合わせて盛り上がりを見せていた。ノーサンバランド伯トマス・パーシーやウェストモーランド伯チャールズ・ネヴィルらカトリック北部諸侯と駐英スペイン大使がこの計画の中心であり、メアリーも前向きだった。宮廷内のセシルのライバルであるレスター伯も一時この計画に協力していた。しかし反セシルだけではなく、反エリザベス色も強い計画だったため、後にレスター伯は計画から手を引いた。ノーフォーク公も手を引こうとしたが、ノーフォーク公は1569年10月にロンドン塔に幽閉された。カトリック北部諸侯は11月に反乱を起こしたが、スペインが援軍を送らなかったため、失敗に終わった。この北部諸侯の乱によってセシルの権勢はむしろ強化された。

### リドルフィ陰謀事件の摘発
1570年2月に教皇ピウス5世がエリザベスを破門したため、以降イエズス会士などカトリック宣教師がイングランドに潜入してきて反エリザベス謀議を行うようになった。
セシルはすでにフランシス・ウォルシンガムのもとに秘密警察的な情報組織を完成させており、女王暗殺謀議は即時に取り締まった。1571年にはリドルフィ陰謀事件を摘発した。これは教皇に忠実なフィレンツェの銀行家ロベルト・ディ・リドルフィが中心になって立案した計画で、ネーデルラントのスペイン軍をイングランド南岸に上陸させ、それに乗じてノーフォーク公とメアリーが反乱を起こし、2人がイングランドとスコットランドの王位についてカトリック信仰を復活させるという計画だった。セシルとウォルシンガムは、陰謀の中心人物としてノーフォーク公を逮捕させ、裁判にかけて死刑に処し（リドルフィにはイングランド外に逃げられた）、駐英スペイン大使にもイングランド退去を命じた。

### バーリー男爵に叙せられる
1571年2月25日にバーリー男爵に叙され、貴族となった。これまでセシルは議会の庶民院においても庶民院運営を巧みにリードする存在であったが、貴族に叙せられたことで貴族院議員に転じることになった。以降の庶民院運営の主導権はウォルシンガムらに移ったが、彼らはセシルほど円滑にやれず、特許権などをめぐって政府と議会の対立が激化していった。
スペインとの緊張が高まっていく中、宮廷内ではレスター伯やウォルシンガムが対スペイン主戦論を唱えたが、セシルは開戦に慎重でエリザベスもセシルの助言に従って1585年まではスペインとの戦争を避けた。ちなみにセシルとレスター伯は敵対関係だったが、セシルとウォルシンガムは戦争についての意見が食い違いながらも敵対的な関係ではなく、むしろウォルシンガムは最重臣セシルの補完者のような存在であり続けた。

### 大蔵卿として
1572年4月に重病にかかったため、秘書長官職を辞した（1573年からウォルシンガムが就任）。代わって同年7月に大蔵卿に任じられた。
大蔵卿として王庫を預かるようになったバーリー卿は、王庫の貯蓄に励んだ。倹約の努力を重ねてスペインとの開戦が不可避となった1584年までに王庫は30万ポンドの貯蓄を持つようになった。だがスペインとの戦争により1590年までにはこの貯蓄は消えて無くなった。その後バーリー卿は再び倹約の努力をして1590年代半ばまでに13万ポンドを貯蓄したが、凶作で1596年以降に再び減少し、いよいよ王領地を売却していくことを余儀なくされた。
エリザベスとバーリー卿は倹約一辺倒で現在の収入源の増収を図ることや関税以外の恒常的税収を議会に認めさせる努力を怠った。議会の議決による臨時収入はそれまでは戦時限定だったが、エリザベスとバーリー卿は平時でもそれに期待せざるを得ない困窮状態に置かれていた。
抜本的財政改革をしようとせず、小手先の倹約だけでしのごうとするエリザベスとバーリー卿は結局、後世に大きなツケを残すことになった。それに最初に苦しんだのはバーリー卿の息子ロバートであり、彼は1610年に議会で「大契約」を提案して財政改革を行おうとするも議会から否決されるという憂き目にあっている。
これとは別にバーリー卿はアイルランドにも目を向け、ウォルシンガムらと共に南部のマンスターへ植民計画を推進、1586年にイングランドのジェントリやアイルランド駐在の官吏・軍人へ土地を分配しそこの入植を担当する植民請負人を募集した。一方で不法占拠されていたアイルランドの王領地を回収すべく、王への地代納入と引き換えに王領地の借地権を認めるとした提案を呼びかけた。その際不正防止に様々な対策を施したが、リチャード・ボイルは役人を抱き込んで大量の王領地を不正に安く手に入れ、他の借地権保持者から権利を買い取り、アイルランド随一の大地主にのし上がり、バーリー卿のアイルランド対策は失敗に終わった。

### 晩年

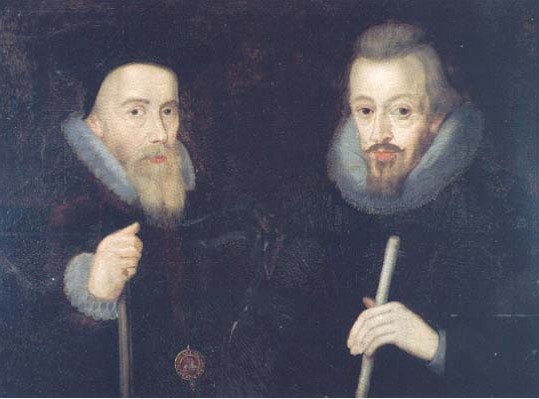
バーリー卿と息子ロバート・セシルを描いた絵画。

1590年に国王秘書長官を務めていたウォルシンガムが死去した。バーリー卿は次男ロバートを後任に据えようとしたが、エリザベスが若年すぎると難色を示したため、国王秘書長官職はしばらく空席のままでバーリー卿が国王秘書長官の職務を代行することになった。しかしバーリー卿とロバートは常に一緒に仕事をしていたので、1591年秋ごろには「国務の全てはセシル親子が牛耳っている」とまで評されるようになったという
このころから女王の寵臣であるエセックス伯ロバート・デヴァルーとセシル親子の対立が深まった。エセックス伯爵はエリザベスと血縁関係があり、また野心的な美男子だったため、女王や国民からの人気が高かった。特に都市とその選挙区における彼の人気は絶大であり、セシル親子の権勢さえも脅かすものがあった。
1593年の法務長官の人事問題や1594年の女王侍医ロドリゴ・ロペスの事件をめぐって両者は鋭く対立した。またスペインとの戦争をめぐってはエセックス伯が主戦派だったのに対して、セシル親子は和平派だった。
1596年7月には息子ロバートが国王秘書長官に任命された。
1598年8月4日午前5時に78歳で死去した。エリザベス女王即位から40年にわたって女王を支え続けた人生だった。バーリー男爵の爵位は長男トマスが継承した。

## 人物

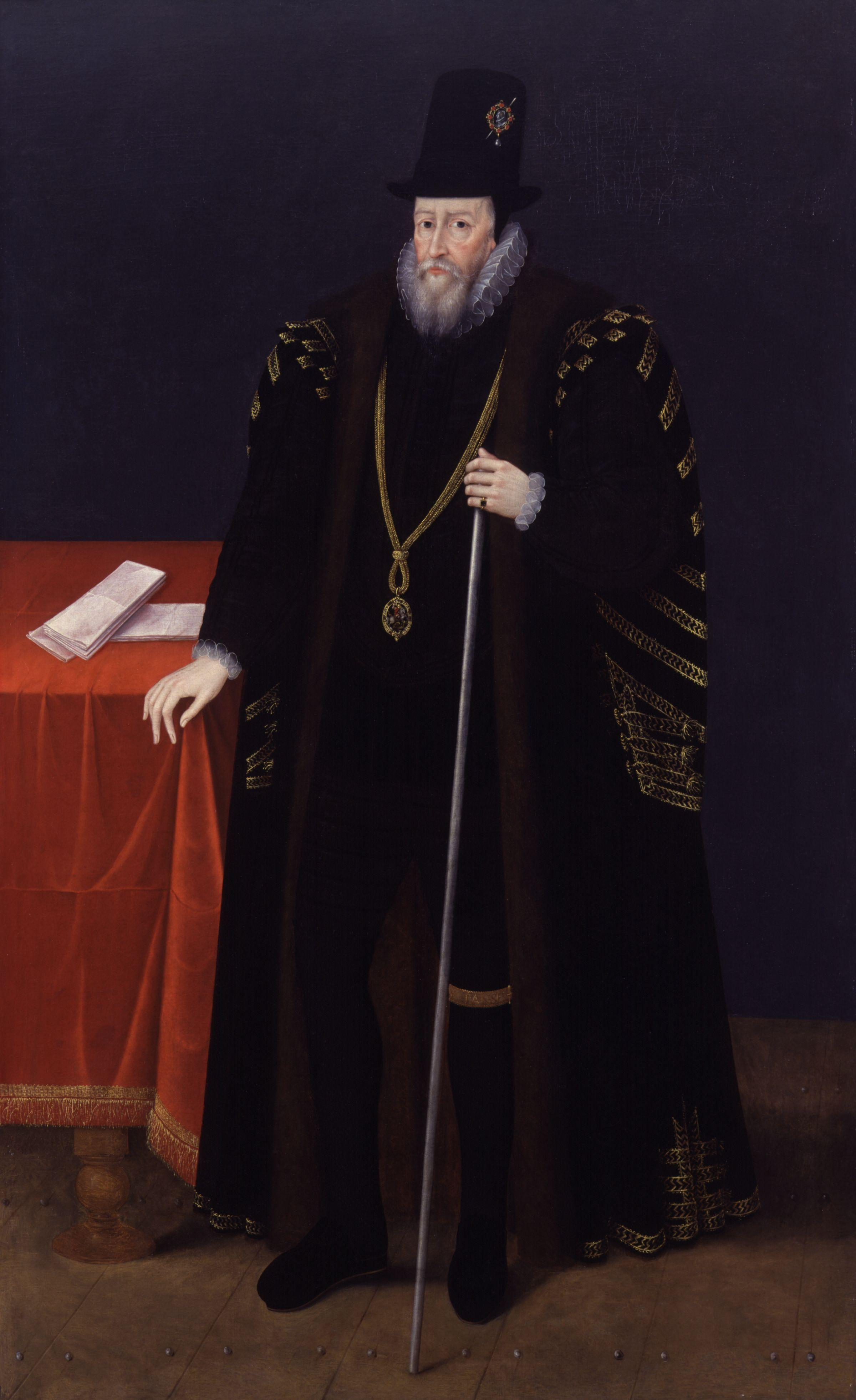
バーリー男爵ウィリアム・セシルの肖像画

博覧強記の人物で、しかも長時間におよんで仕事のできる忍耐力を持った人物だった。彼のもとには1日に100通近い嘆願書が届いたが、夜のうちに目を通し、朝までにすべてに返事を書いたという。メモ魔でもあり、膨大な量の備忘録を残した。その備忘録はソールズベリー侯爵家のハットフィールド・ハウスに保存されており、当時を知る重要な記録となっている。
他の多くのケンブリッジ大学卒業生と同様に確信的プロテスタントであったが、熱狂的カトリックのメアリー女王のもとではカトリックを遵奉するなど日和見的なところがあった。カトリックとプロテスタントの対立が激しい時代にあって、そうした宗教的柔軟性を持っている点がエリザベス女王との共通点であった。
セシルは1595年3月13日付けの息子ロバートへの手紙の中で「女王に助言することが許される場合は、反対されても自分の意見を変える必要はない。それは神を冒涜することになるからだ。私はまず第一に神に至誠を尽くさねばならない。しかし臣下として私は女王の命令に従う必要がある。女王の命令に逆らうのは賢明ではない。女王が神の代理人であることを考えれば、女王の命令に従うことは神のご意志であると思うからだ。」と女王に仕える心構えを説いている。
一方エリザベス女王の方は「セシルほどの名宰相を持つ君主は私以外にはいないだろう」と自慢していた。またエリザベスから「私の精霊」（My Spirit）と呼ばれていた。

## 栄典

### 爵位
1571年2月25日に以下の爵位を新規に与えられた。
- 初代バーリー男爵（1st Baron Burghley）
（勅許状によるイングランド貴族爵位）

### 勲章・その他
- 1550年9月5日、枢密顧問官（PC）[3]
- 1551年10月11日、ナイト[3][11]
- 1572年4月23日、ガーター勲章勲爵士（KG）[3][11]

## 家族
1541年にピーター・チークの娘メアリーと結婚し、彼女との間に以下の1子を儲ける。
- 第1子（長男）初代エクセター伯爵トマス・セシル（1542-1623）：エクセター侯爵家の祖。

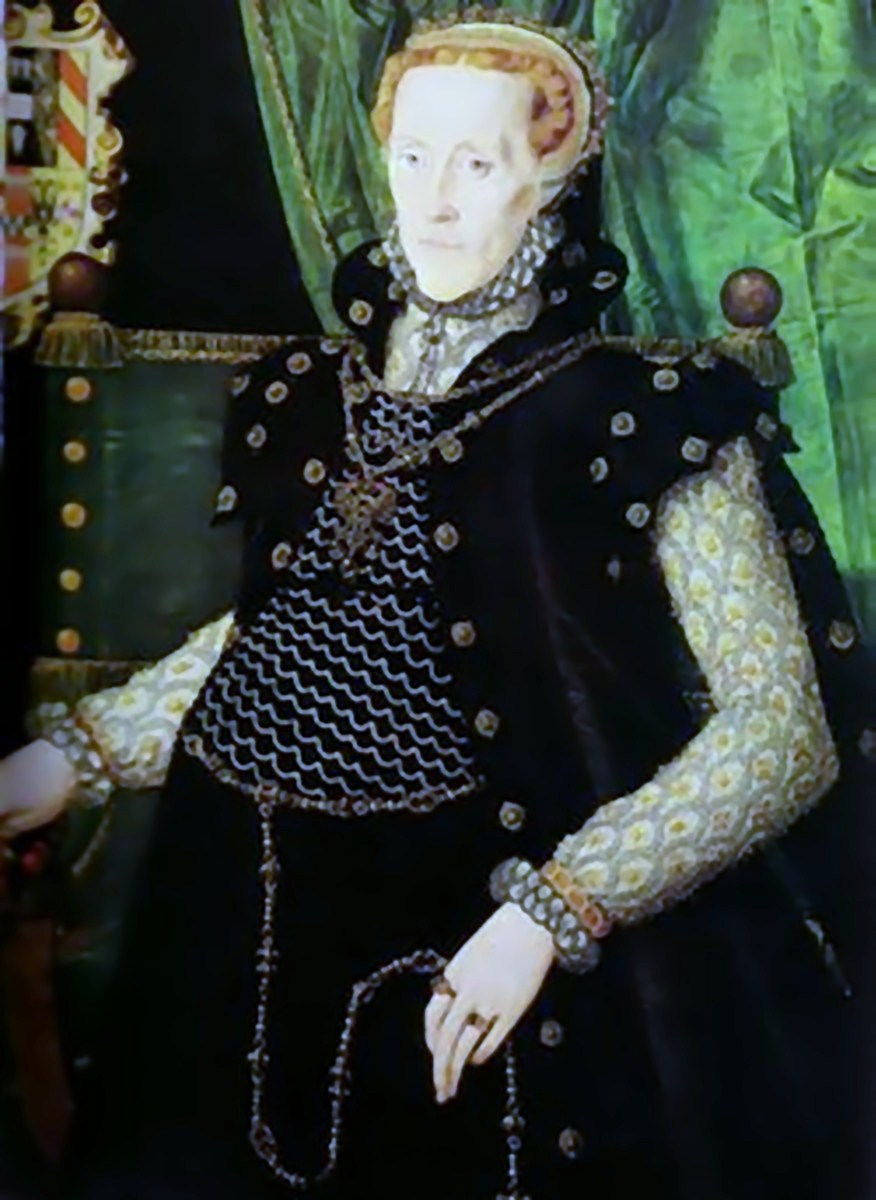
ミルドレッド夫人の肖像画。
次男ロバートを妊娠していた頃で腹が膨らんでいる。

メアリーとの死別後、1546年にサー・アンソニー・クックの娘ミルドレッド・クックと再婚し、彼女との間に以下の3子を儲ける。
- 第2子（長女）エリザベス・セシル：サー・ウィリアム・ウェントワースと結婚。
- 第3子（次女）アン・セシル（英語版）（1556-1589）：第17代オックスフォード伯爵エドワード・ド・ヴィアーと結婚。
- 第4子（次男）初代ソールズベリー伯爵ロバート・セシル（1563-1612）：国王秘書長官、大蔵卿。ソールズベリー侯爵家の祖。

## フィクション

### 小説
- 榛名しおり『王女リーズ』
- Carolyn Meyer "Beware,Princess Elizabeth"
- Jean Plaidy "Queen of this realm"
- ロザリンド・マイルズ『我が名はエリザベス』（上下巻）近代文芸

### 映画・ドラマ
- 1937年のイギリス映画『無敵艦隊』ではモートン・セルテン（英語版）が演じた。
- 1939年のアメリカ映画『女王エリザベス』ではヘンリー・スティーブンソン（英語版）が演じた。
- 1971年のイギリス映画『クイン・メリー/愛と悲しみの生涯』ではトレヴァー・ハワードが演じた。
- 1998年のイギリス映画『エリザベス』ではリチャード・アッテンボローが演じた[58]。
- 2005年のイギリス・ドラマ『エリザベス1世 〜愛と陰謀の王宮〜』ではイアン・マクダーミドが演じた[59]。
- 2011年のイギリス・ドイツ映画『もうひとりのシェイクスピア』ではデヴィッド・シューリスが演じた[60]。
- 2018年のアメリカ・イギリス映画『ふたりの女王 メアリーとエリザベス』ではガイ・ピアースが演じた。

### 漫画
- こざき亜衣『セシルの女王』

### フィクションでのイメージ
エリザベス1世を主人公にした小説でも、即位前の危ない時期に「今宮廷に来ると危ない」と警告したり（『我が名はエリザベス』）、現在の政治情勢についての情報をまめに届ける（"Beware, Princess Elizabeth" ）などの役割で登場することが多い。
1998年のイギリス映画『エリザベス』は、彼がバーリー男爵に叙されるとともに宮廷から退けられたかのように描いているが、事実ではない。セシルは1572年に病気のために国王秘書長官を辞しているが、大蔵卿に転任して1598年の死去までエリザベス女王最大の側近として宮仕えした。
次男のロバート・セシルとウィリアム本人をあわせた「セシルズ」が、エリザベスの「愛人」がとかく大きな勢力となる宮廷で、それに対抗して宮廷を二分する勢力であったとする小説（"Queen of this realm" ）もある。
エリザベスの生涯変わらぬ恋人だったとする小説（『王女リーズ』）もあるが、この小説はあとがきで、エリザベスの恋人であるというのは全くの創作であると断っている。